# Brachymenium turgidum
Brachymenium turgidum là một loài Rêu trong họ Bryaceae. Loài này được Broth. ex Dixon mô tả khoa học đầu tiên năm 1908.